# Максимальные и минимальные элементы
Элемент {\displaystyle M} частично упорядоченного множества {\displaystyle A} называется максимальным элементом, если
- {\displaystyle \forall a\in A\;(a\geqslant M\Rightarrow a=M).}

Аналогично, элемент {\displaystyle m\in A} называется минимальным, если
- {\displaystyle \forall a\in A\;(a\leqslant m\Rightarrow a=m).}

Записывается как {\displaystyle M=\max A} (соотв. свойство минимальности записывается как {\displaystyle m=\min A}). В случае линейно упорядоченного множества (например, в случае подмножества вещественной прямой {\displaystyle \mathbb {R} } с естественным порядком) понятие максимального (соотв. минимального) элемента совпадает с понятием наибольшего (соотв. наименьшего) элемента, но в общем случае эти понятия различаются: наибольший элемент всегда является максимальным, обратное не всегда верно, так как для максимального элемента могут существовать несравнимые с ним элементы.
Не существует максимального элемента подмножества {\displaystyle \mathbb {R} }, если оно не ограничено сверху. Даже если это множество ограничено сверху, максимального элемента также может не существовать (хотя и инфимум, и супремум существуют для любого ограниченного множества). Например, для интервала {\displaystyle A=\left({a,b}\right)} не существует ни минимального, ни максимального элемента.
Понятие максимального элемента (и минимального) обобщается на пространство.